# Chiloglanis bifurcus
Chiloglanis bifurcus е вид лъчеперка от семейство Mochokidae. Видът е застрашен от изчезване.

## Разпространение
Разпространен е в Свазиленд и Южна Африка (Мпумаланга).